# Richard Grieco
Richard John Grieco Junior (Watertown, 23 maart 1965), is een Amerikaans acteur en voormalig kledingmodel van Iers-Italiaanse afkomst. Hij maakte in 1987 zijn acteerdebuut als Rick Gardner in een aflevering van de soapserie One Life to Live. Zijn eerste filmrol volgde vier jaar later, als hoofdpersonage Michael Corben in de actiekomedie If Looks Could Kill.

## Filmografie
*Exclusief 10+ televisiefilms
| - A House Is Not a Home (2013) - AE: Apocalypse Earth (2013) - Cats Dancing on Jupiter (2011) - Almighty Thor (2011, televisiefilm) - Raiders of the Damned (2007) - Forget About It (2006) - Kiss Kiss Bang Bang (2005) - Dead Easy (2004) - Evil Breed: The Legend of Samhain (2003) - Fish Don't Blink (2002) - Sweet Revenge (2002) - Last Cry (2001) - Death, Deceit & Destiny Aboard the Orient Express (2001) - Manhattan Midnight (2001) - Final Payback (2001) - Vital Parts (2001) | - Point Doom (2000) - Michael Angel (2000) - Heaven or Vegas (1999) - The Gardener (1998) - A Night at the Roxbury (1998) - Sinbad: The Battle of the Dark Knights (1998) - Blackheart (1998) - Mutual Needs (1997) - The Journey: Absolution (1997) - Against the Law (1997) - Suspicious Agenda (1995) - Bolt (1995) - The Demolitionist (1995) - Tomcat: Dangerous Desires (1993) - Mobsters (1991) - If Looks Could Kill (1991) |

## Televisieseries
*Exclusief eenmalige gastrollen
- Veronica Mars - Steve Botando (2006-2007, drie afleveringen)
- Gargoyles - stem Tony Dracon (1994-1996, vier afleveringen)
- Marker - Richard DeMorra (1995, dertien afleveringen)
- Booker - Dennis Booker (1989-1990, 22 afleveringen)
- 21 Jump Street - Dennis Booker (1988-1989, achttien afleveringen)

- Biblioteca Nacional de España: XX1112273
- Bibliothèque nationale de France: cb13987873w (data)
- Gemeinsame Normdatei: 119193787
- International Standard Name Identifier: 0000 0000 7822 7310
- Library of Congress Control Number: no91000797
- MusicBrainz: 66dde103-a3fd-4cd6-8128-655351030a81
- SNAC: w6hm7z4q
- Système universitaire de documentation: 166337323
- Virtual International Authority File: 5127050
- WorldCat: E39PBJvXg3v6HRCFRPwQQPFR8C